# Romilla
Romilla (també anomenada Romilla la Vieja) és una localitat dins del municipi de Chauchina, situat en la part occidental de la Vega de Granada (província de Granada), a uns 18 km de la capital provincial.

## Història
Antigament anomenaven a la gent de Romilla («petita Roma») romans, i d'aquí el nom "Pepe el Romano", un conegut personatge en l'obra lorquiana La casa de Bernarda Alba.
En les proximitats del nucli es troba una torre anomenada "Torre de Romilla" o "de Roma"